# بوحمدون
بوحمدون هي قرية من قرى ولاية جيجل والتي تنتمي إداريا إلى بلدية الأمير عبد القادر، وهي تبعد عن البحر بـ 4 كلم جنوب تاسوست, وتعتبر من أقدم القرى في المنطقة إذ كان يقطن فيها من يسمون ببني عافروبني عمران، وتزرع بها محاصيل متنوعة من الخضروات والفواكه خصوصا في فصل الخريف والربيع.